# A Star Is Burns
"A Star Is Burns" är avsnitt 18 från säsong sex av Simpsons. Avsnittet sändes på Fox i USA den 5 mars 1995. I avsnittet anordnar man i Springfield en filmfestival. En av jurymedlemmarna blir Jay Sherman från The Critic. Sherman flyttar in till familjen Simpson under festivalen och Homer blir avundsjuk på honom och får Marge att anställa honom som en jurymedlem. Avsnittet är en crossover mellan Simpsons och The Critic. Jay Sherman är huvudrollsfiguren i The Critic som skapades av Al Jean och Mike Reiss, som tidigare hade arbetet med Simpsons. Båda serierna producerades av James L. Brooks. Avsnittet började produceras efter att det blev klart att Fox skulle sända serien efter att den flyttade från Abc. Idén till avsnittet kom från Brooks. Skaparen Matt Groening ogillar avsnittet eftersom han inte vill göra reklam för andra tecknande serier och hans namn nämns inte i avsnittet. Avsnittet regisserades av Susie Dietter och var det första avsnittet som skrevs av Ken Keeler. Jon Lovitz gästskådespelar som sin rollfigur Jay Sherman. Sherman har efter att The Critic lades ner medverkat i fler avsnitt. Maurice LaMarche gästskådespelar som George C. Scott och Phil Hartman som Charlton Heston.

## Handling
Nyheterna rapporterar att Springfield är den minst kulturella staden i USA. Staden bestämmer sig för att ta emot förslag som kan få den bilden att ändras. Marge föreslår att de ska ha en filmfestival och de accepterar hennes idé. Marge får ta hand om festivalen och då hon letar efter medlemmar till juryn tillfrågar hon filmkritiken Jay Sherman som accepterar anbudet efter att Rainer Wolfcastle jagat honom genom New York efter en intervjun han hade med honom. Sherman bor hemma hos familjen Simpson under hans vistelse i staden. Sherman blir omtyckt av hela familjen vilket gör Homer avundsjuk. Homer övertygar då Marge att låta honom sitta i juryn. Invånarna i Springfield börjar producera sina filmer. Mr. Burns vill vinna festivalen till varje pris och låter Señor Spielbergo regissera en film om honom. De hittar ingen som passar att spela Mr. Burns så han bestämmer sig för att spela sig själv.
Filmfestivalen inleds, filmerna som visas är Bright Lights, Beef Jerky som är övervakningsbilder från Kwik-E-Mart, Moe Better Booze som är Moe Szyslak som dansar, The Eternal Struggle som är Bart Simpson som filmar när Homer sätter på sig byxor, en film av familjen Flanders om Moses samt Man Getting Hit by Football av Hans Moleman som får en fotboll i skrevet, Pukahontas en film om Barney Gumbles liv och A Burns for All Seasons som är en film om Mr. Burns. Publiken ratar Burns film men då de fyra jurymedlemmarna ska rösta blir det problem då två av jurymedlemmarna, Joe Quimby och Krusty vill rösta på Burns film eftersom de blivit mutade. Marge och Jay vill rösta på Barneys film medan Homer vill rösta på filmen där Hans får en fotboll i skrevet. Juryn hamnar i ett dödläge, Marge försöker få Homer att ändra sig och efter att han sett filmerna igen ändrar han sig och röstar på Barneys film. Barneys film vinner men Burns inte upp och ställer upp med filmen på Oscarsgalan. Burns har nu mutat alla i Hollywood men förlorar till George C. Scotts version av Man Getting Hit by Football.

## Produktion
I avsnittet medverkar Jay Sherman från The Critic. Han skapades av Al Jean och Mike Reiss som hade tidigare jobbat med serien men lämnade den efter fjärde säsongen. Båda serierna hade James L. Brooks som exekutiv producent. Inför andra säsongen flyttade The Critic till Fox från Abc, Brooks ville då göra en crossover inför flytten och han kom med idén till avsnittet. Manuset skrevs av Ken Keeler och var det första som han skrev för serien. Susie Dietter regisserades. Avsnittet hade Al Jean och Mike Reiss som exekutiva producenter. Jay Sherman fick två nya designdrag i Simpsons, han blev gul och fick ett överbett.
En referens till att det är en crossover visas i en scen då Bart ser ett program där Jetsons möter familjen Flinta. Den idén kom från Al Jean. Maurice LaMarche gör rösten till George C. Scott samt då Sherman rapar i avsnittet. Phil Hartman medverkar som Charlton Heston. Liksom i The Critic görs Jay av Jon Lovitz. Repliken då Rainier Wolfcastle upptäcker vad för typ av skor han har improviserades av Dan Castellaneta då han fick spela in honom. Repliken lades in i manuset och fick spelas in av Harry Shearer.

## Kulturella referenser
The Imperial March spelas i första scenen med Mr. Burns medverkar. Sången som "Rappin' Rabbis" sjunger är en parodi på "U Can't Touch This". Titeln på Barts film är en referens till The Amazing Criswells berättarröst i Plan 9 from Outer Space. Barneys film innehåller referenser till Koyaanisqatsi, och musiken gjordes av Philip Glass. I avsnittet sjunger de också en reklamlåt från Oscar Mayer Wiener. Burns film innehåller flera referenser till som till Adams skapelse, E.T., Ben-Hur. Titeln på Barneys film är en referens till Pocahontas. I avsnittet frågar Patty och Selma Sherman vilka filmstjärnor som är homosexuella, han svarar Harvey Fierstein och MacGyver.

## Mottagande
Avsnittet hamnade på plats 57 över mest sedda program under veckan och det tredje mest sedda showen på Fox under veckan. The Critic hamnade på plats 64. Avsnittet finns med i videoutgåvan The Simpsons Film Festival. I boken I Can't Believe It's a Bigger and Better Updated Unofficial Simpsons Guide har Warren Martyn och Adrian Wood skrivit att de anser att Jay Sherman visar vad han kan i avsnittet, kanske mer än i The Critic som de anser var en förlorare. De gillar Barneys film men anser det är för enkelt att förstå var Homer gillar fotbollsfilmen. Adam Finley på TV Squad anser att avsnittet innehåller mycket av det klassiska Simpsons-stilen och är mycket rolig. Han gillar dock inte Jays medverkan och anser att han ger avsnittet en dålig smak. Todd Gilchrist på IGN har listat Barneys film som det bästa ögonblicket i säsongen. The A.V. Club anser att två av replikerna i avsnittet kan användas i vardagliga situationer. IGN har rankat Jon Lovitz som den åttonde bästa gästskådespelaren i seriens historia.
Matt Groening gillar inte avsnittet då han ser den som en 20 minuter lång reklamfilm och anser att avsnittet bara gjordes för att rädda James L. Brooks katastrofserie. Groening meddelade sitt missnöje med avsnittet för allmänheten innan det sändes för att få Brooks att avbryta produktionen med avsnittet eftersom man kunde tro Groening skapat den andra serien. Groening har inte med sitt namn någonstans i avsnittet efter bråket de hade om avsnittet. James L. Brooks tycker att Groening överdrev då han klagade hos alla som jobbade på Fox angående avsnittet. För att göra Groening gladare designande de om Sherman så han fick Simpsons-utseendet, Groening blev ändå inte nöjd.
Al Jean och Mike Reiss jobbade nästan hela dygnet med serien så Brooks ansåg att det var rätt att gör avsnittet åt dem och han anser Groening borde vara glad eftersom de hjälpte Groening att sprida sitt namn. Jean gillar avsnittet då han anser att den överlever även om The Critic aldrig skulle funnits. Groening blev kritiserad för sitt missnöje av ett antal, bland annat av Ray Richmond på Los Angeles Daily News. Jay Sherman har efter att serien lagts ner medverkat i två avsnitt, "Hurricane Neddy" och "The Ziff Who Came to Dinner".